# Jannik Müller
Jannik Müller (Adenau, 18 gennaio 1994) è un calciatore tedesco, difensore dell'Osnabrück.

## Carriera

### Club
Ha giocato nella prima divisione tedesca ed in quella slovacca.

### Nazionale
Ha giocato nella nazionale tedesca Under-19.

## Statistiche

### Presenze e reti nei club
Statistiche aggiornate al 17 giugno 2021.
| Stagione             | Squadra              | Campionato           | Campionato | Campionato | Coppe nazionali | Coppe nazionali | Coppe nazionali | Coppe continentali | Coppe continentali | Coppe continentali | Altre coppe | Altre coppe | Altre coppe | Totale | Totale | Totale |
| Stagione             | Squadra              | Comp                 | Pres       | Reti       | Comp            | Pres            | Reti            | Comp               | Pres               | Reti               | Comp        | Pres        | Reti        | Pres   | Reti   |        |
| -------------------- | -------------------- | -------------------- | ---------- | ---------- | --------------- | --------------- | --------------- | ------------------ | ------------------ | ------------------ | ----------- | ----------- | ----------- | ------ | ------ | ------ |
| 2012-2013            | Colonia II           | RL                   | 10         | 0          | -               | -               | -               | -                  | -                  | -                  | -           | -           | -           | 10     | 0      |        |
| 2013-2014            | Colonia II           | RL                   | 15         | 0          | -               | -               | -               | -                  | -                  | -                  | -           | -           | -           | 15     | 0      |        |
| Totale Colonia II    | Totale Colonia II    | Totale Colonia II    | 25         | 0          |                 | -               | -               |                    | -                  | -                  |             | -           | -           | 25     | 0      |        |
| 2014-2015            | Dinamo Dresda        | 3.L                  | 28         | 1          | CG              | 2               | 0               | -                  | -                  | -                  | CS          | 1           | 0           | 31     | 1      |        |
| 2015-2016            | Dinamo Dresda        | 3.L                  | 16         | 0          | -               | -               | -               | -                  | -                  | -                  | CS          | 2           | 0           | 18     | 0      |        |
| 2016-2017            | Dinamo Dresda        | ZL                   | 27         | 4          | CG              | 1               | 0               | -                  | -                  | -                  | -           | -           | -           | 28     | 4      |        |
| 2017-2018            | Dinamo Dresda        | ZL                   | 23         | 0          | CG              | 1               | 0               | -                  | -                  | -                  | -           | -           | -           | 24     | 0      |        |
| 2018-2019            | Dinamo Dresda        | ZL                   | 17         | 1          | CG              | 0               | 0               | -                  | -                  | -                  | -           | -           | -           | 17     | 1      |        |
| 2019-2020            | Dinamo Dresda        | ZL                   | 24         | 0          | CG              | 2               | 0               | -                  | -                  | -                  | -           | -           | -           | 26     | 0      |        |
| Totale Dinamo Dresda | Totale Dinamo Dresda | Totale Dinamo Dresda | 136        | 6          |                 | 6               | 0               |                    | -                  | -                  |             | 3           | 0           | 145    | 6      |        |
| 2020-2021            | DAC Dunajská Streda  | SL                   | 27         | 0          | CS              | 2               | 1               | UEL                | 3                  | 0                  | -           | -           | -           | 32     | 1      |        |
| Totale carriera      | Totale carriera      | Totale carriera      | 188        | 6          |                 | 8               | 1               |                    | 3                  | 0                  |             | 3           | 0           | 202    | 7      |        |

## Palmarès

### Club

#### Competizioni nazionali
- 3. Liga: 1

Dinamo Dresda: 2015-2016